# 巨海豚屬
巨海豚（學名：Macrodelphinus）為已經滅絕的齒鯨，發現於漸新世晚期（恰特期）的美國加利福尼亞州的海洋沉積層。目前對巨海豚的研究來自於晚漸新世時期美國南加利福尼亞州克恩縣朱威特砂質地層組出土的一具破碎顱骨。

## 生態學
巨海豚為體型大小類似於現存虎鯨的齒鯨，與劍吻古豚為近親，同樣具有類似劍旗魚的劍狀上吻。根據其體型與牙齒大小來判斷，巨海豚可能為當時的頂級掠食者。